# 最上の命医
『最上の命医』（さいじょうのめいい）は、『週刊少年サンデー』（小学館）で連載された橋口たかしによる日本の漫画作品。取材・原作は入江謙三、医療監修は岩中督。
2008年1号から2010年13号までを第1部『最上の命医』とし、2010年18号から2014年22・23合併号までは、世界観は同一だが主人公を変えた第2部『最上の明医〜ザ・キング・オブ・ニート〜』が連載された。
2011年1月10日から3月14日まで、第1部の『最上の命医』がテレビ東京系でテレビドラマ化され放送された。
2016年2月と2017年8月と2019年10月には同じくテレビ東京系で、スペシャルドラマが放送された。

## 概要
作者の前作『焼きたて!!ジャぱん』と同時期に上がった企画だったが、医療モノはネタの綿密な取材や確認が必要なことや、医療に詳しい原作者・監修を努める人物が必要だとして『ジャぱん』を先に開始とした。また、企画当初は第2部を本編として開始する予定だったが、作者と担当編集で議論を重ねた結果、元々予定していた物語の主人公、最上義明（もがみ よしあき）が医療漫画としてはあまりに破天荒で不謹慎と取られる危険性があったため、主人公の上司となる人格者、西條命（さいじょう みこと）を主人公とした「スピンオフ」を先行して発表することを思いつき、命を主役とした第1部が先に描かれることになった。本作は第2部の方が本編であり、作品を通じて表現したいテーマも第2部の側にあるという。
専門家による監修のもと、病気や手術法についても図解入りで詳しく描かれている。登場する手術法は一般の医師よりも驚異的なスピードで行われるなど、やや誇張されているように見えるが、しっかりとした取材に基づき描かれており、実際に作品に登場する医師よりも短時間で手術を行うことができる医師は実在している。執筆時に予定していた手術法を専門家の意見によって、より高度な物へ変更した場合もあり、設定は決して過剰ではない。作中に登場する医療技術は、名医にしかできない高度な手術法だけではなく、基本的だが安全性の高いものや、応急処置なども紹介されている。
2010年10月時点で200万部を突破している。
第2部は医師と獣医師の違いはあるものの、『焼きたて!!ジャぱん』連載当時に少年サンデー紙上で連載していた『ワイルドライフ』と設定上の共通点が多い。ちなみに作者はこの作品に実名でゲストとして登場している。

## あらすじ

### 第一部 最上の命医
0歳の時、心臓の大手術を受けた少年・西條命は、自分を治した神道護のような“最上の名医”を目指していた。ある日、友人と釣りに出かけた時にその友人が怪我で倒れてしまう。船の上、電話の指示でなんとか手術を成功させた命は、医者は目の前の患者だけではなく、その家族や子孫の繋がりである「無限の樹形図」を救うことなのだと教わる。
それから十数年後、命の勤務先である平聖中央病院を舞台に奮闘が始まる。医療ミスが原因で小児外科が廃止されていたが、命によって復活し現代の小児外科の問題を中心に、若き天才外科医、西條命が、さまざまな患者を相手にその腕を振るい、病院の確執や利権と戦いながら、小児医療改革を目指していく。理事長には子供がおらず、系列病院の中で「最上の名医」だと判断した者に経営権を譲ると発表されており、利権問題で静かに内部抗争が起きている。

### 第二部 最上の明医 〜ザ・キング・オブ・ニート〜
帝王大学付属病院の勤務医・最上一尊は数々の難手術を成功させてきた命の入院と、ろくに勉強もせず引きこもり状態の息子の義明に頭を悩ませていた。ある日、義明は堪忍袋の緒が切れた父親に家から追い出されてしまうが、幼馴染の伊達の家に強引に転がり込み自由気ままに振舞う。
しかし、伊達が事故で重傷を負い父親の電話の指示を元に救命措置を行った事を機に、義明は半ば冗談で父親に「伊達と共に医学部を目指す」と宣言する。義明と伊達は、友人の釈紗英と共に医学部入学を果たす。命を目指して医療を学ぶ義明は、医療後進国ケニアやアラスカなどで厳しい現実や想像を絶する出来事に直面していく。

## 登場人物
第2部の登場人物はそれぞれ戦国武将にちなんだ名前になっている。

### 主人公
西條 命（さいじょう みこと）
第1部『最上の命医』主人公。小柄で童顔。普段の性格は無邪気で子供っぽいが、医療にかけては独特の凄味を見せ、あらゆることを覚悟した上で決断する意志の強さを持つ。彫刻家である父親譲りの並み外れた「次元変換能力」を持ち、それを外科手術に生かすことが出来る。天性の才能にも恵まれながら、努力と研鑽を惜しまず、わからないことは素直に認めて仲間を頼る謙虚さも持つ。自分にしか出来ない神業じみた手術より、平凡な医師にも可能な手術方法を編み出すことに熱意を持っており、時として「天才」が陥りやすいことに無縁な天才医師。神道の理念である「見殺しよりは人殺しがいい」という考えを受け継ぎ、失敗をすることよりも何もしないことを嫌う。
新生児の時に神道医師による心臓大血管転位症の手術を受けたことをきっかけに、自分を救った医学に興味を持ち、知識と技術の習得にのめり込むようになる。10歳のとき、同級生を自らの手で救ったことで、「人に助けられた人間が別の人間を助けることで描かれる『無限の樹形図』」の一部となるため神道を超える小児外科医師の道を志す。
アメリカの医大でMSA（最優秀若手医師賞）を受賞するが、敢えて小児科医療が切り捨てられようとしている日本に帰国、平聖中央病院に就職。医療ミス事件により廃止されていた小児外科再建に尽力するが、実質的な権力者である副院長・桐生奠の様々な妨害に遭う。しかし、数々の危機を鮮やかな手術と巧みな駆け引きで切り抜けてみせたことで院内に少しずつ賛同者と味方を増やしていく。当初は、「最上の名医」に興味はなかったが、「権力争い」などに否応無しに巻き込まれてしまい、何れは医療事故に繋がりかねないと懸念した危や雅の助言で、「これからは俺がスタンダードになる」宣言。「最上の名医」を目指すことになる。そして、日本医学会会長佐野徳亮にも「若き天才」と評され、更には平聖病院グループの総帥である理事長・平からの試練を見事クリアし、平聖病院グループの後継者である「最上の名医」の最有力候補となる。
第1部終盤において、信頼するスタッフや同僚に囲まれ、「最上の名医」としての輝かしい未来が約束されたかに見えたが、アフリカから呼び寄せた兄・生に異変を察知され追及された結果、自らの病を告白。病は肝臓への多発性転移。後事を託した後も、ギリギリの状態まで医師としての仕事に携わるが、治療のために第一線を退く。
第2部ではかつて敵対していたが命により親族の女性を救われた宗像と、命の手術により救われた少年の父親であるシシリアンマフィアのボス・ルッケーゼの裏からの手回しによって世界初の臨床実験を受けることができて回復し、平聖病院グループの理事長の座を受け継ぐ。そしてグループの中核を為す平聖中央病院院長には、かつての政敵でもあった桐生 奠を、心臓外科部長には自身の右腕といってもよい桐生 危を副院長兼任で配した。義明の持つ才能をいち早く見出し、良き助言者として協力する。ただし恋愛オンチは相変わらずで、側で献身的に支える真中の想いには気がついておらず、理事長となっても未だ独身。
自身が経営する平聖病院グループの就職説明会に現れた最上をはじめ様々な若手医師に北米での長期滞在型臨床研修を命じる。義明の資質を早くから見抜いてはいるが、義明自身の怠け癖が強いことも成績が悪いことも見抜いており、敢えて過酷な環境での研修や試練を課している。その際たるものが奠の尽力で実現した帝王大学付属病院への就職斡旋である。
最上 義明（もがみ よしあき）
第2部『最上の明医〜ザ・キング・オブ・ニート〜』の主人公。先祖は戦国大名の最上氏。
目つきもガラも悪い不良ニート。傍若無人かつ変わり者。変にプライドが高く、度を越した負けず嫌い。ケンカは異常に強い。華奢な体をしているが、自身よりも屈強な外国人複数相手でも全く劣らない。また、幼児期より母親からさまざまな「虐待」を受けていたせいで妙な免疫を持つ（本人はそのことにもあっけらかんとしている）。そのためか、虐待やイジメなどで心に傷を持つ人に敏感。反面、人に親切にされたり優しくされることに慣れておらず、周囲が落ち込んでいるのを励まそうとしていても迷惑がったり、釈のデマカセを真に受け、女性が好意を見せると「いよいよオレを嵌める気か」などと被害妄想に陥る。女性には非常にモテるのだが非常に奥手で、誘惑されてもはぐらかし据え膳を食わない。
強者に媚び長いものに巻かれながら、弱みを握って逆に相手を支配し思い通りにするなどズル賢く、駆け引きが得意で機転やアイデアで危機的な状況を覆す「ひらめき」に関しては天才的。口では怠け者で悪人ぶっているが、命を救うことに関しては労力や利害を厭わない。自身が「化け物」と認めている命に惚れ込んでおり、困難な事例に遭遇すると助言を求める。命とは正反対の人物に見えるが、共に「人を救うためならば他の全てを失っても構わない」という強い覚悟を持つ。不登校の時期にゲーム、マンガ、映画、テレビなどにのめり込んでいたせいで医学だけでなく様々な知識や、普通に生きている上では全く必要のない雑学も豊富に持つ。義明の愛称となっている「もはみん」はネットゲームにハマっていたときのHN。
引きこもりで高校にもまともに通わず父親の一尊を悩ませていたが、幼馴染の伊達が事故で負傷した際に救命処置を行ったのがきっかけで、医師を志し偏教大学医学部へ進学する。後にオスキー時に監督していた上杉と緊急手術をこなし機転の利いた行動を認められ、釈、伊達、愛と共にケニアに短期留学に向かう。その後、平聖中央病院に就職しようとするも、名医たちが競い合うように集まる病院への希望者は多く狭き門となる。説明会での一時審査を辛うじて突破し、長期滞在型臨床研修でアラスカのバローに留学する。だが、バローでの数々の活躍は認められず不合格となる。その後、補欠合格者として明皇丸での練習生として勤務することになり「天敵」上杉と再会。揺れる船内での難手術や洋上での分娩など困難な症例を乗り越える。一躍ヒーローとなるが、目的地のハワイで原因不明の病に倒れ、危篤状態に陥る。釈の活躍で一命をとりとめたものの、帰路航海に参加できなかったため、不合格となる。一連の出来事が初めから義明を平聖中央病院に入れるつもりがなかった命の仕組んだものであることには気づいておらず、命と奠の暗躍により就職先が父・一尊のいる帝王大学付属病院に決まったことも知らない。

### 平聖中央病院
名門平氏の末裔で資産家の平聖盛が経営する平聖中央病院を中核とした全国57系列を擁する私立病院グループ。平聖中央病院は救急車が「列を成す」と評されるほどの激務を強いられる病院。平家の土地を利用した病院施設で平理事長の後継者は、「最上の名医」という名誉と平理事長の資産を受け継げるという「利権」があり、常に「権力争い」が背景にある。結果、西條命が「最上の名医」に選ばれ、理事長を受継ぐ。その後、命の下に桐生3兄妹や命の兄・生をはじめ、小児外科時代の同僚などの協力もあり、様々な病院改革を行った結果、東大卒の医師でも就職は難しいと言われるほどの最先端医療機関へと成長を遂げる。
桐生 危（きりゅう あやめ）
命と同い年で童顔の心臓血管外科医。奠、棗とは兄妹。わざわざ海外で医師免許を取得し、中東で勤務医をしており若手ながら実力派であり、手術手腕に措いては命も「自分より上」と認めるほどの天才的外科医師。「ムシオトコ」という子供向けの食玩を通じて命と堅い友情で結ばれる。仲間でありながら無二のライバルとして競い合う仲。
海外で勤務医をしていた際に、病院に無断で挑戦的な手術を行い「自分の大事な人」を死なせたトラウマを抱える。普段の態度は悪ガキそのもので、手術以外のことはいい加減。悪ぶっているが正義感が強く根は善良で周囲の人間関係にも敏感。医師としての決意や熱意も並々ならぬ物を持ち合わせている。「挑戦」を好み、常に自分を高めることに挑み続けている。自宅に帰るのが面倒になり病院に住み着いている。
野心的な奠とは仲違いしており、それもあって命に味方していたが奠の理想や真剣さを知って和解。妹の棗も含め結果的には命の協力者として三兄妹が揃うことになる。
恋愛に関しては命・マリア・真中と四角関係に陥っており、それを自覚している。危は初対面の頃から真中が気になっている。人当たりが良く優しい命がなにか重大な事実を隠していると勘づいていたが、彼の持病を知らされたときは激昂した。ただ、命の最後の手術にもパートナーとして力を貸す。
義明達が医大生になる頃に命から副院長兼心臓外科部長を任されるが、管理職の雑務を嫌っているため後任を探し自分を降格させることを命に提案している。現在の日本の医学界が抱える致命的な欠陥を逆手にとった「踏み絵」を発案して就職希望者のふるい落としをするなど人の悪さは相変わらず。
桐生 奠（きりゅう さだめ）
危の兄。平聖中央病院副院長。麻酔科医。糸目とロン毛が特徴。院内において実権を握る。
コストとリスクの面から小児外科の切り捨てを主導した張本人。自らが「最上の命医」に選ばれるため小児外科の復活を目指す命を妨害する目的でわざわざ困難な事例を持ち込んだり、患者家族の不安な心理を利用したり、謀略人事や派閥を利用して命を陥れようとするがすべて失敗。命の手術手腕やその姿勢に感服し、遂には断念する。
帝王大学グループ全資産を運用出来る理事長になるため、養老総長が有力な支持勢力を構築するための後ろ盾になっている。しかし、医師として最低限のモラルは持ち合わせており、養老や宗像の手段を選ばぬやり方に反発し命の側に寝返る。養老にバレてからは盗聴やスパイ、謀略に手足が出せない状況になったが、事情を察した命が助け船を出す。野口院長と共に帝王大の抱えた不祥事を内部告発し理事を解任される。その後、危と和解し密かに帝王大のスパイ探しをする。養老の自滅後は命の参謀役かつ麻酔科医として活躍する。
学閥や上下関係にとらわれず研究に専念できる日本国内では私立病院が経営する初の大規模臨床施設を日本に設けたいと考えており、そのため、平理事長了承の下、平聖病院グループの全病院でかなりのコスト削減を推し進めていた。そのため、最も赤字経営になり易い小児外科をグループの全病院から廃止した。そうした理想家としての面とそれを実施するための経営手腕を平から高く評価されていたため、命が平聖中央病院に就職するまでは、「最上の名医」に最も近い人物でもあった。性格は真面目で気が小さく三兄妹の中では一番常識的。また、相手が妹であろうと素直に負けを認める潔さを持つ。かつては天才外科医と呼ばれていたため外科知識も持ち麻酔科医としての腕も一流。
第2部では平聖中央病院の院長と大規模臨床施設設営の責任者に就いている（奠自身は、命の温情と評している）。就職志願者に危の発案した「踏み絵」（平聖中央病院が第一志望だったことを公表すること、風邪〈感冒〉の所見に抗生物質を処方するのは間違いであると明言すること等）を踏ませた上で志願者の選抜も行うなど、他の大学病院や系列病院、そして監督官庁である厚生労働省を真っ向から敵に回しかねない命の強引な手法に対して危機感を抱きつつも支えている。
瀬名 マリア（せな マリア）
平聖中央病院の研修医。小児外科が廃止されるきっかけとなった手術に立ち会ってしまったせいで医師としての将来をも諦めかけていたが、命の「医師としての覚悟」を目の当たりにして立ち直り、最初の仲間として命の小児外科再建に協力する。仲間の間ではムードメーカー的な存在。
性格は天然ボケで鈍くさい。命たちと比べると凡人で本人も自覚しており、小さなことをコツコツ重ね、時間をかけて自分の技術にしていく努力家。その姿勢は才能のない人間が嫌いな棗も認めている。ただ本人は自覚していないが、平均的な研修医と比べ手技や基礎技術、知識において遥かに上を行く実力を備えるが、緊急時のトラブルなどに直面すると回転が鈍くなり行動が後手後手に回りやすいという弱点を持つ。
当初は命に好意を抱いていたが、医師として十全十美な命には純粋な尊敬の気持ちが強くなり、後に危に惹かれていった。
第2部では36話にて散弾銃乱射事件の際に登場。89話での義明達が参加する平聖中央流海外長期滞在型臨床研修では、参加者の班分けについて不知火とともに危を徹夜で手伝った。当時はまだ一部の頃と雰囲気は変わらなかった。
散弾銃事件の約3年後には天然さは無くなり落ち付いた雰囲気の優秀な女医に成長。義明の就職と同時期に帝王大付属病院に移籍する。危との進展はない様子。異性関係では色々あったようで、義明と飲み明かした翌朝、全裸で二人起床。その際恥ずかしがりも動揺もしておらず、義明には「いろんな連中と恋をして変わったのだろう」と推測された。
坂本 流馬（さかもと りゅうま）
小児外科部長。長身でオールバックが特徴。閉鎖前は小児外科副部長だったが奠の謀略人事で送り込まれる。「絶対にオレに逆らうな」と命令し命の妨害をしていたが、息子の手術を巡って和解し、以後は良き理解者の一人となる。性格は男らしく豪快で、一度信用した相手は徹底的に信じるタイプ。
高島 雅（こうしま みやび）
女性と見間違えられるほどの眉目秀麗の敏腕麻酔科医。年齢的には命たちよりも上。性格は沈着冷静で柔和だが、どこか人を寄せ付けないミステリアスな面を持つ。そのせいで、危からスパイを疑われたことも。常に大人の態度を貫き、人間関係には深入りしない。職人気質が強く、腕一本で勝負する一匹狼的なところがある。以前の勤務先では、学閥に悩ませられたせいで派閥や院内政治を嫌悪し、才能があるせいで悪く言われる命に味方するようになる。
佐野 めぐみ（さの めぐみ）
日本医学会会長にして時事医大病院のトップを務める佐野徳亮の娘。
小児内科部長の地位にあるが、医師としての腕は命には遠く及ばない。そのため、命を慕う若手達の姿勢から、命のことを恨んでおり、副院長の奠と共に、命を貶めるため、暗躍する。だが、内科医として天才的腕前を持つ父徳亮に暗躍を見破られ叱責される。
元々は子供好きで尊敬する父徳亮に近づくため、小児内科医に志したが、あまりに熱心な余り目つきがきつくなり子供に嫌われるという悪循環に陥っていた。
真中 有紀（まなか ゆき）
小児外科希望の移植外科医。黒い髪をストレートに伸ばした美人。帝王大総長・養老の孫だが、絶縁状態も同然で心臓に持病を抱えた父親の治療のため、やむを得ず帝王大側のスパイとなる。命の誠意に触れ裏切る決意をするが、肝心な事を伝えそびれる。それでも手術を問題なく成功させ、徹頭徹尾自分を信じた命に感激し、命を本気で慕うようになる。
何事もそつなくこなししっかり者で服装や化粧も洗練されているせいで、マリアからは羨望の目で見られるが、実は一途で悩める乙女。空回りも多く、アルフレッドからは同性愛者というあらぬ誤解をかけられた。
第1部終盤にて、命の下で医師としての再スタートを切り、恋も仕事も意気揚々としていた矢先に彼の持病を知らされショックを受ける。命の最後の手術に立ち会い、疲労困憊で力尽きた彼を連れ出した際に、命のことを全力で救うと決意する。
第2部に入り、手術により奇跡的な回復をみせる命を側で支える。美人なため義明から「俺の側室かも」と言われた。最終話で命と結婚、南米に新婚旅行に行っていたことが明らかに。
桐生 棗（きりゅう なつめ）
危の妹。外科医。猫のような目と態度が特徴。性格はデンジャラスで手術マニア。またかなりマゾ。常に難易度の高い手術をしたいと考えており、そのためなら家族が病気になって欲しいと願ったりしていたせいで、危からは避けられている。日本で医師資格をとったが、腕を磨くため中東のクウェートで武者修行していた。自惚れが強く、自分よりも腕の劣る外科医を「医師として殺す」と言っており、現に奠は棗の腕前を目の当たりにして外科医の道を断念したほど。命への注目と名声をそらす目的で奠に送り込まれ、当初は危のことを、手術スピードの遅さから見下していた。しかし、正確に手術をこなす危の手腕を命から教えられ、考えを改めて小児外科の一員となる。奠を「さーくん」、危を「あーくん」と呼ぶ。
不知火 大輝（しらぬい だいき）
帝王大出身の若手医師。消化器外科に属したばかりだが命の実力に感激し自ら小児外科入りを希望。非の打ち所のない優等生で性格は明るく社交的。
素性の影響で危などからは帝王大側のスパイを疑われていたが、その正体は平理事長の遠い親戚で平理事長側のスパイ。理事長より「最上の名医」に命が相応しいのか調査するよう指示を受けていた。副院長の奠からは、薄々であるが平理事長のスパイと見破られていた。
アルフレッド・ハートライン
心臓外科の世界的権威。命のもう一人の恩師。普段は温厚で年齢を感じさせない紳士。鮮やかなメス捌きで大勢の患者を救った天才心臓外科医で、危の尊敬する人物。だが、指導医としては徹底したスパルタ方式で、手術中に失敗した弟子の肩をメスで刺したり、「アルフレッド専用鉗子」と呼ばれる柄の長い消毒鉗子で肉をつまみ上げるなど過激そのもの。ゆえに命からは心底恐れられている。
80歳近くでも心臓外科医として第一線に立っていたが、年齢的な衰えを感じるようになり弱気になっていた。しかし、命から指導医として誰にでも出来る方法を編み出す可能性を部下に指導している姿を自身へのメッセージと受け取り「自分にもまだ道があるのだ」と再起。平理事長にも気に入れられ、平聖中央病院心臓外科の特別顧問として迎えられる。着任するや、心臓外科全員に早朝ランニングを命じるなど軍隊式指導を導入する。ドジを繰り返す看護師の戸磁麻由美に対して最初「性格を変えたければ戦争へ行け」というなど発言は相当変わっているが、真中から注意されて「あらかじめ細かく予定や時間帯ごとに余裕のあり頼ることが出来る医師を確認しておけば焦りやミスは減らせる」と適切なアドバイスをした。
西條 生（さいじょう うい）
命の実兄。総合診療医師だが見た目は女子高校生。命とは名前を繋げると「生命」になる。自らバイセクシャル、ブラコンを公言し、恋愛に関してはモラルなど全く考えない変態。外交的で明るく軽い性格で誰とでもすぐに打ち解けられる。「愛愛」をテーマに掲げ、専門性を持つ医師同士を繋ぐパイプ役として医療に携わる。アフリカや東南アジアといった新興国を中心に医療活動をしていたが、命の抱える秘密と病院改革の切り札として日本に呼び戻される。そして、命の異変を察知した結果、命がガンに掛かったことを告白される。
第2部でも治療のため、命が抜けた後も引続き平聖中央病院で医療活動を行っている。
平 聖盛（たいら まさもり）
名門平氏の末裔でもあり平聖中央病院を中核とした全国に57の系列病院を経営する「平聖病院グループ」の理事長。グループ内の病院施設は平理事長の土地を利用した医療機関で、平理事長は名門当主にして大地主の資産家。元内科医。医学会会長の佐野とは公私ともに親しい間柄。
名門の御曹司だったため、かつて恋仲だった女性との結婚に父の反対にあいと結婚できなかった過去とストイックな性格が災いして、その後、どの女性とも結婚できず跡継ぎは系列病院の中で「最上の名医」だと判断した者にすると公言し奠と命を競わせていたが、佐野でさえ不可能と判断した元婚約者の孫の治療を成功させた命に対し信頼を抱くと同時に「選ぶ」という行為がおこがましいと自省し、「最上の名医」になってくれるよう懇願した。不知火は遠い親戚。
野口 英敏（のぐち ひでとし）
平聖中央大学病院の院長。最浜大出身。性格は温和で、こと医療になると時間を忘れて話が止まらないほど熱心。名外科医だが過去に致命的な医療ミスを犯しており、その手術で麻酔を担当した宗像が中心となって隠蔽してもらった。そのことで宗像に弱みを握られる。平理事長解任の謀略に荷担させられるが、奠と共に内部告発後辞任して筋を通した。
宗像 彰造（むなかた しょうぞう）
平聖第二病院の院長。麻酔科医。帝王大出身。スキンヘッドにメガネというヤクザ顔負けの強面。根っからの悪党で、院内政治に長ける。過去に野口の犯した医療ミスをもみ消した。命に敗色濃厚だった奠を勝たせる方法として平理事長解任の謀略を進めるが、奠と野口の裏切りにより理事職を失う。その後は養老のブレーンとなり、生体肝移植を巡る謀略を仕掛けるが、患者の父親である警視監に悪事が露見し養老と共に医師の座を追われた。しかし、肝っ玉が据わっており命に潔く敗けを認め、行き場を失った養老を引き受ける等の後始末をつける。
第2部では、かつて自身の娘が命によって助けられたこともあり、ルッケーゼとともに命を助けるために協力した（命自身は気づいておらず、真中も「まさかね」と関係者とは思っていない）。
大谷 吉継（おおたに よしつぐ）
元偏郷大学医学部心臓外科准教授。年齢の割に頭髪が薄い。診察時に患者に丁寧に接しているため義明達から尊敬されている。上司である今川に反抗できないため悪事を黙認していたが義明達を見て今までの行動を恥じ、誤った術式をしようとした今川を締め落とし辞職した。義明達の紹介で平聖中央病院の心臓外科副部長として採用される。本来なら准教授まで務めた人物を副部長として採用するのは心苦しいと前置きした奠から、平聖中央病院での激務をこなし、覚悟がついた時点で部長への昇進の含みを持たすことでの副部長採用となった。
伊達 正宗（だて まさむね）
義明の幼馴染で悪友、かつ良きライバル。ロン毛のオールバックと強面のサングラスが特徴。義明が医師を目指すきっかけとなる。幼い頃ベーチェット病を患った経緯から目が光に弱かったためサングラスをかけていた。そのせいで上級生のイジメに遭ったが義明に救われる。中学・高校では社会への反抗もあり不良として高校一帯をシメていたが、根は生真面目で友達思い。「男気」に溢れており、言い訳を一切せず、弱い者を見過ごさない（そうした青臭い面を義明からはいつも茶化される）。頭もそれほど良いわけでなく手先も器用ではないが、義明が「天才」であることを認めつつ、自分は愚直な努力を貫くと心に決めており、自分を高めるためには努力や出費を惜しまない。わりと神経質で細かいことを気にする性分。
反目していた不良上級生の蘆名達からひき逃げされ、命に関わる重症を負った折に義明に助けられた。不良ばかりの高校が一つだけ持つ医大への推薦枠を狙って猛勉強を始めたことで義明のライバル心に火がつき、幼馴染みの釈と三人で偏教大学医学部に進学。義明と共に豊臣寧々の経営する雀荘に住み込みアルバイトとして生活するようになる。告白されて田村愛と交際を始めるが、義明から散々妨害されている。
入学から4年後、義明の思いつきで見た目を変えることを強制され、一時期サングラスとオールバックをやめて若者らしい格好になる。しかしナイロビ短期留学以降、「現地の悪漢に甘く見られないように」という理由で元の格好に戻した。義明や釈と共に平聖中央病院の説明会での一次審査を通過し、アラスカでの研修では義明とは別のグループに参加。優秀な成績で合格する。
釈 紗英（しゃく さえ）
義明・伊達とは中学以降の幼馴染みで金持ちのお嬢様。頭脳明晰でプライドが高く、他人の考えを読むのが得意であることから中学時代は「余裕釈々な女」と呼ばれていた。高飛車な一方、非常に正義感・責任感が強いタフな性格でもあり、アフリカなど過酷な環境でも弱音を吐くことはない。義明や伊達のような打算ではなく筋の通った人間が好きであり、自身も悪ノリしやすい性格から彼らが行動を起こす際には協力することもしばしば。
中学時代その性格から文化祭の準備を押し付けられた際に義明と親しくなり、その状況を察した義明の行動によって彼に想いを寄せる。一応相思相愛なのだが、義明が「釈と結婚すれば開業医の夫として一生面倒を見て貰える」と公言するなど、あまりに変人かつ鈍感な上に、釈自身も要所で意地を張ってしまうため、2人の仲は全く進展しない。
入試のときから愛を巡る事件に巻き込まれるなどしたが、偏郷大学医学部へトップの成績で入学。その後は義明の周囲に起きる事件に巻き込まれる。後に上杉に認められ義明達とともにナイロビへ短期留学に向かった。その後、義明や伊達と共に平聖中央病院の説明会での一次審査を通過し、アラスカ研修ではアンカレッジでの研修に参加。優秀な成績で合格する。離ればなれとなった義明を心配していたがアラスカ研修の間に義明に好意を寄せる女性が次々と出現し、竹中から唆されて練習帆船の行き先であるハワイに向かう。そこでヒーローから一転して危篤状態に陥った義明の危機を「自らが義明になりきって救う」。その後、義明に告白して結ばれるが義明に好意を寄せる吉川、松前らも含めたグループ交際をすることになり、後に彼女等とは名前で呼び合うほどの仲となる。
松前 慶花（まつまえ きょうか）
義明とアラスカ研修に参加した医学生。北海道出身。つり目とおかっぱ頭が特徴。愛称は「松ちゃん」。性格は生真面目かつ正直で堅物かつ地味。考え方はややネガティブ。貧しい家庭に生まれ、学費捻出のためにススキノで水商売のアルバイトをするなど苦学している。頭脳明晰で成績優秀だったが金のかかる私立の名門医大に進学することは敵わず、出身大学を不問にして優秀な医学生を集めようとしている平聖中央に志願した。一次審査を真っ先にパスして危にも認められた才媛。だが、同じく一次審査を経た立花姉妹に前述の事情を暴露される。この時彼女を庇い、自らの評判が落ちるのを覚悟で二人にやり返した義明に好意を抱く。その後、同じアラスカ・バローでの研修に参加。氷点下でのタクシー待ちの最中に交通事故を目撃した義明が怪我人を救出するのをサポートするが、この時に失禁してしまう。だが、そのことをフォローした義明に心底惚れ込んでしまう。以後、吉川の助言を受けながら義明をふり向かせようと慣れない色仕掛けなどさまざまな試みに出るが、根が不器用な上、余計な金のかかる趣味や遊びは全くしてこなかったせいで上手く行かず、また釈の存在と釈に対する義明の気持ちを知っているせいで積極的に出られなかった。だが、一念発起して金策しハワイに向かう。そこで釈や吉川と共に危篤状態の義明を救う。彼女の一途でけなげな気持ちを裏切りたくない義明は告白を断ることなくグループ交際という形をとることを選んだ。
吉川 妙玖（きっかわ みく）
義明とアラスカ研修、明皇丸での練習航海に参加した医学生。兵庫出身。関西弁を話し、巨乳が特徴。長い黒髪だが髪型は平安時代の女性のような独特のもの。性格は明るく馴れ馴れしいまでに社交的でおしゃべり。また世話好きで友達思いでもある。中学生のときに船乗りだった父親をガンで亡くす。病院での検査で腫瘍を見落とされたことが原因だったことから放射線科医を目指している。
疑問に思ったことは聞かずにいられない質問中毒で、義明からははじめ「質問女」と呼ばれた。初対面から義明に興味と好意を抱くが、バローでの研修で松前の義明への気持ちを見破り彼女に協力。自身は竹中と親密になる。義明、松前と共に竹中の脳手術などさまざまな困難を乗り越えるが研修での結果は不合格となり、補欠合格者として義明と共に明皇丸に乗り込む。そこでビッチやブルといった船員の女性たちとも仲良くなる。そこで義明に積極的に好意を示すビッチを見ているうちに自らも義明を本気で好きになってしまう。乳癌検査と偽って義明を色仕掛けで誘惑し告白するが回答を保留される。だが、義明と共に洋上で妊婦の出産を無事成功させた後、義明に大胆なキスをする。その様子は全米で生中継されており、ハワイに来ていた松前（と現場に変装して居た釈）も目撃する。
知り合った人に次から次へとあだ名をつけるのが得意。義明を「もはみん」（または「もは」）、松前を「松ちゃん」、竹中を「竹坊」と呼ぶ。また、長期航海を乗り切るためには無心になることが大事ということで、義明と共に「ほにゃん顔」を会得。そのため手術関連や恋愛話などのシリアスなパートを除いて、デフォルメされて描かれることが多くなる。
島津（しまづ）
義明達とともにアラスカに行ったメンバー。アメリカ生まれの日系3世で、既にアメリカの医師免許を持った脳神経内科医。参加した新薬開発の臨床実験で5人の患者を殺してしまい、尊敬や好意を見返りに新しいことに挑戦するような人間を嫌っている。
義明達が行った治療の中で他人と協力することで想定外の事態を乗り切ることもありだと思い、義明をもう少し見張ろうという気持ちになっている。
立花（妹）
帝王大出身の双子の妹。下の名前は不明。姉とともに容姿端麗で頭もよく、高校の全国模試の1位2位を何度か独占したこともある。プライドが非常に高く、目的のためにも手段を選ばない。
研修ではジョン・ボブキンス病院に行き、平聖中央病院に合格した。

### 偏郷大学
織田 永信（おだ えいしん）
偏郷大学医学部法医学教授。神道護のかつての弟子で命の兄弟子にあたり、今でも神道のことを深く尊敬してる。義明と伊達を入学させるか悩んでいた上層部を丸め込み入学を決定させた。「志のある医者の卵1人救えば、その先の未来にも、またいい医者が生まれる」という自己流の無限の樹形図を創造している。釈と同じマンションに住んでおり、部屋は隣。法医学の話を聞かせた義明たちからは尊敬されている。離婚歴があり、子供もいる。
16巻で偏郷大の「本店」である最浜大法医学教授になる。
明智 秀雄（あけち ひでお）
帝王大学出身。偏郷大学医学部法医学准教授。織田の部下。上司である織田との関係は良好であると見られているが、織田を失脚させようと影で暗躍する。
織田が最浜大法医学教授になる為、その後任である教授戦に出馬。しかし、支持取り付け活動するも明智の教授当選に反対する朝倉教授を殺害する。殺害計画も警察によって事故処理となりそうだったが、最上の活躍により、明智の犯行であることが露見。東京へ脱出する寸前、逮捕される。
上杉 謙神（うえすぎ けんしん）
偏郷大学病院の救急部医師。苦手な相手が少ない義明にとってほぼ唯一の「天敵」。竹中を超える先見の明の持ち主。大学の夏休みにはアルバイトで船医を引き受けている。優秀な医師ではあるが非常に性格が悪いドSで、大学内でも良い噂を聞くことはない。発言は筋が通っているものだが、あえて相手の神経を逆撫でしたり面倒に巻き込んだりするため、大抵の人間を怒らせている。
オスキー中に義明と共に手術したことにより彼の才能を認め始め、伊達、釈、愛と合わせた4人をナイロビ短期留学生に推薦する。
乳児期にウガンダで拉致され少年兵として育てられた過去を持つ。そのため、武装した暴漢に囲まれた場合であっても5,6人程度であれば素手で倒すこともできる。前述のような過去を持つため確証はないが記録はウガンダ生まれ。ある日たまらず脱走したところで、運良くボランティアでケニアに来ていた若かりし日の神道に救われ、日本へ来た後はわずかな記録から導き出された上杉家に引き取られ現在に至る。
ナイロビ行きに際して義明たちの身分を医学生でなく研修医と虚偽の申告をし、道具も安全も衛生もないケニアで常に患者の死や自らの危険といった理不尽なまでの「現実」と向き合わせることで「進化」させようと目論んだ。練習帆船での航海に際し、いきなり命綱なしでマストに昇らせるなどの無茶をさせた上、義明を船医扱いして困難な手術を執刀させる。天才性を持つ義明の最大の資質である「頭の悪さ」に気づいた人物の一人。

### 帝王大学付属病院
養老 重利（ようろう しげとし）
帝王大学総長。帝王大トップに君臨し「魔物」と呼ばれる男。医師としても人としてもモラルが完全に欠如しており、性格は正に下衆。根っからのサディストで人を人とも思わず、粘着質で獲物をいたぶるようにしてあるゆる手段で追い詰める。普段からオネエ言葉を話し、興奮すると下劣な暴言を吐く。奠からはゲイを疑われていたが妻子もいる。だが、家族からも忌み嫌われており、真中の母は駆け落ち同然で結婚した。
平聖病院グループを支配するために奠の後ろ盾になっているが失敗したため、自ら命を潰すために平聖中央病院に乗り込んでくる。しかし、自信満々で仕掛けた謀略をかわされ、最期は自ら墓穴を掘ってしまい総長を解任され、辞職に追い込まれた。
最上 一尊（もがみ かずたか）
義明の父親で、帝王大学付属病院に勤務する心臓血管外科医で同大学講師。16巻では准教授。有紀の父親の主治医で、奠と大谷にとっては先輩にあたり指導医だった。過去に患者のために当時帝王大本店にいた今川のグループと対立し、出世の道を閉ざされた経験がある。
権威主義の帝王大には珍しく物腰柔らかな紳士然とした性格であることから「帝王大の良心」と呼ばれるが、外科医としての腕はそれほどではなく、自分が名医になれる器でないことを自覚している。しかし、優れた観察眼を持ち、ガンを患っていた頃の命に会った時、後から気のせいと思い直したものの、ほとんど初対面同然だったにも拘らず顔色の悪さを感じ取った。この観察眼は、息子の義明にも受け継がれている。
婿養子であることに加え、気が弱い上に仕事柄転勤も多かったことから家庭内での発言力も弱い。妻は浪費家。寄生虫アレルギーで死に掛けた際に命の手術を受け助けられたことから、命や危の技術に関心し、年下だが彼らを尊敬している。
息子・義明には伊達同様振り回されているものの、成長を心から喜びアドバイスを送る数少ない理解者。また、義明が思わぬ医療技術を身につけていることがあるが、その大半は一尊が自宅で練習していた内容や、義明に見せた命の手術ビデオからであることが多い。
足利 善政（あしかが よしまさ）
帝王大学の教授で付属病院院長。帝王大における保守本流であり、養老総長失脚後、新たな総長として君臨している。次期総長の呼び声も高く帝王大系列の人間であれば誰も逆らうことは出来ないといわれている。
若い頃に先輩の医者から宴会芸を強要されたことが原因で性的不能となっておりその分権力欲が強くなっている。
不正な取引により裏金を着服していたが、その金を帝王大学が関与している孤児関連の施設に寄付をしていた。
爆発事故により瀕死の重傷を負うが、義明たちによって命を救われ、これからも総長や院長を続け、患者のことを第一に考えるような医者になることを約束させられる。
三好 政安（みよし まさやす)
帝王大学付属病院救急部の医師。義明の指導係。語尾に「っしょ」を付ける独特な話し方をする。
自身の出世しか考えず医学ではなく政治的な方面でしか努力しない男であり、誤診を指摘した義明を目の敵にしナース達を引き込んで無視し嫌がらせを繰り返す。
しかし義明が勝手に診察をし始めたことにより自身に責任が及ぶため無視し続けることが出来なくなり、共に診察をするようになった。鋭い観察眼、的確な治療でナース達の支持を得た義明をなんとか追い出そうと思うが自身の医療ミスを自分のせいにして良いと言われてあっさり手のひらを返して彼を味方につけることにした。
保身のために義明と敵対したが根っからの悪人ではなく、なんやかんやでお人好しで話が通じやすい男であり、義明と打ち解けた後はあらゆる面で助けになってくれた。
当初実力が及ばなかったというだけで怠惰な人間ではなく、義明が大量の診察を繰り返すことで発生した書類整理を毎日残業をして片付けており、疲弊しながらも仕事に取り組むその姿には義明自身感心していた。
義明と行動を共にするにつれて医者としての志しに目覚め始め、他人の言葉に耳を傾けそれが正しいと分かれば全面的に協力する姿勢を見せ始めており竹中からも味方として認識されていた。
従兄弟の三好久輔を溺愛しており非常に懐かれている。彼が難病にかかり前例のない治療方法の為倫理委員会への緊急の申し立てをするが通らないと判断し竹中と共に倫理委員長、一式羅剛教授の下へ乗り込む。情に訴えかけた説得も一蹴されたが竹中の機転により同じく難病で苦しんでいる一式教授の娘の治療法を（義明に）発見させると約束し、それが叶えば申請を受理すると誓わせた。
その後、正に体を張った自虐のおかげで義明が治療法をひらめいたが、大便を移植するという前例があれど奇異な治療法のため、一式教授に却下されただけでなく酷く罵倒され出世の道が閉ざされる。目の前が真っ白になる政安だったが、医者としての使命を思い出し、医師免許を捨てる覚悟で愛する人たちのために食い下がり、義明、竹中の援護もあり説得に成功する。その後、無事一式の娘と共に九輔の治療が成功し命を救った。
物語終盤では医者として大きな成長を見せており、高速道路で多重事故が発生した際には義明、ミランダと共に現場に駆けつけ、車からガソリンが漏れ出したことによる爆発の危険性があるにも関わらず怯えながらも現場に残り、鉄パイプが突き刺さった患者の救助に全力を尽くした。最後には自身の命の危機すらをも忘れ、肩を血で汚しながら救命活動を続け患者の止血を完了し救助に成功している。
かつて仕事として医者をしているだけで患者のことを大事に思ったことはないと言っていたが、命を顧みず患者を救う姿は正に医者としての模範であり、血塗れの肩を気にも留めず「助かってよかった」と一息つく名医のその姿に義明も敬意を示した。
ミランダに惚れており最終話では弁当を差し入れてしてもらえる程の仲になった。
竹中 繁治（たけなか しげはる）
義明とアラスカ研修に参加した医学生。下の名前は本誌2013年45号の柱登場人物紹介で判明。常に不敵な微笑みを浮かべる美男子。誰もが認める「天才」であらゆることを予見し、先手先手を打つのを得意とする。だが、性格は「変人」を通り越しており、上杉とは正反対の「変態」。自他共に認める「ドM」でリスクと想定外の事態が大好き。また自虐的でシャレにもならないことを平気でする。初対面のときから義明に興味を抱き何かと近づくが、その目的は義明を巡る人間関係をより刺激的なものにし、自分が好意を持つ女性たちを義明に「寝取られる」（劇中ではこれをネトラレ属性と表される）ことに興奮したいがためという常人離れした理由である。金持ちのボンボンで自家用クルーザーを所有している（ただし日本国内の小型船舶免許は保持していない）。
アラスカ・バローでの研修で義明、松前、吉川と観光に行った際に重傷の少女を救うために一人危険を冒して街に知らせに行くが途中で激しい頭痛に見舞われる。人目を引くためガソリンに火をつけ、通りかかった人に事態を知らせる。その後、持病として抱えていた脳内の動静脈奇形が悪化して危篤状態となる。その窮地を島津らの協力を得て執刀した義明により命を救われる。
義明には恩と友情を感じているが先刻のような理由で転院先のアンカレッジにいた釈にその後の展開などを予言してみせ焚きつける。持ち前の頭脳と能力をおよそロクなことに使っていないが、竹中の予言はほぼ全て必中している。義明と吉川が航海に出るときに見送り（このときに餞別として渡したサングラスと手作りのルアーはそれぞれ明皇丸編のエピソードの伏線になっている）、その後日本にいた釈を誘いハワイに向かう。
マークからは、平聖中央病院には本試験でも余裕で合格するだろうと評されていたが、義明を追って帝王大付属病院に就職する。
立花（姉）
帝王大出身の双子の姉。下の名前は不明。研修では義明達とともにアラスカの病院に行く。マークの姪と親密になり高評価を得ようとしていたが、長時間のデスクワークによって発生したエコノミークラス症候群と持病の心房中隔欠損が重なり、全身痙攣と高熱を起こす。義明達の活躍によって一命を取り留めたものの、平聖中央病院の先行試験には不合格となる。しかし、この騒動で表面では否定しつつも義明を認めた模様で、こっそり周囲への気遣いもした。
竹中同様、マークからは本試験でも余裕で合格するだろうと評されていたが、結局平聖中央病院には落ち、母校である帝王大付属病院に就職する。

### 最浜医科大学病院
神道 護（しんどう まもる）
最浜医大心臓外科教授。オールバックと顎ヒゲが特徴。新生児だった命の心臓手術を行った執刀医で恩人。また命と織田にとっては師匠。幼少期から命の持つ医師としての才能と可能性を見抜き医学を教える。前述にある命が行った友人への救命措置の際に電話で助言したことを問題にされ、一度は教授昇進をフイにし、その十数年後苦労して教授に昇進した。
医師が作る無限の樹形図の重要性をいち早く説いていた人物で、立場や資格よりも命を救うことを最優先し未来を見据えるという教えは、命や織田にしっかりと受け継がれている。若い時期にボランティアでケニアを訪れた際、少年兵を脱走してきた上杉を保護して日本へ連れ帰っており、彼にとっても恩人。
目良 正好（めら まさよし）
最浜医大眼科教授。メガネ茶髪のイケメン。神道の友人で命を幼少期から知る一人。ステレオグラムを使い命の卓越した次元変換能力を見出した。外科は専門外なせいで神道ほどには成長した命の凄さを理解していない。

### 明皇丸乗組員
義明と吉川が乗り込んだ練習帆船。
九鬼 清隆（くき きよたか）
次席一等航海士。義明の担当教官。軍人ばりの強面で「鬼教官」と呼ばれる厳格な人物。自分にも他人にも厳しく、頼りない船長と一等航海士にかわって船を仕切っている。不真面目で怠惰な義明には目をつけていたが、長年悩んでいたドライアイを義明が治療したことで一目置くようになる。教師に恵まれてこなかった義明にとって良い教官となって船に関するさまざまな知識や技術をたたき込んだ。
吉田 守人（よしだ もると）
練習生。通称「守ちゃん」。入船式の最中に吹いた突風で目を負傷し、そのことを心配した義明、吉川と共に九鬼から甲板掃除を命じられる。そのことがきっかけで二人と親しくなり、上杉の治療で目の負傷も大事には至らずに済む。事情通で明皇丸についての人間関係や抱える問題などを義明に教える。行きがかりで中野の手術にも立ち会うことになり、助手として義明を支えた。
最終話でビッチと結婚し一児の父となる。
吉田 美知（よしだ みち）
女性練習生のリーダー格。通称「ビッチ」。守人の妻で旧姓は尼子。金髪で色気丸出し、かつ下品で破廉恥な文字通りのビッチ。風呂場でふざけていて負傷した仲間の治療をした吉川と仲良くなる。父親は日本人で母親はマカイエンサ（ポルトガル系中国人）。元ヤンキーだったが、本気で好きだった男（顔ははっきりと描かれていないが、髪型や船好きという点から竹中である可能性がある）に離れられてしまい、以後は自分を本気で受け止めてくれる男性を見極めようとしてきた。根は照れ屋で純情かつ、いまだ処女。義明に惚れ込み色仕掛けに下ネタを交えて誘惑するが悉くツッコまれる。だが、積極性な彼女を見ているうちに吉川が本気になっていく。ちなみに彼女が義明に惚れ込むことは竹中がしっかり予測していた。
最終話で守人と結婚し一児の母となる。
ブル
女性練習生。本名不明。ビッチの親友。ゴルゴのような顔にタラコ唇という強烈なキャラ。更に強烈なのがワキガで、夜間当直中に立ったまま居眠りしていた義明が「死体みたいな臭いがする」と言って目を覚ましたほど。非常に無口でセリフは全く無い。見かけによらず純情で中野と交際している。
鉢屋 弥生（はちや やよい）
女性練習生。大人しく人付き合いが苦手で盗撮を趣味としていた。ビッチに興味を持ち、彼女の本性を全て見抜くなど洞察力に長ける。周囲に馴染めず抑鬱気味で自殺願望まであったが、上杉が仕掛けた盗聴器によって義明らが自分のことを心配する様子を知り立ち直る。その後、義明の発案で船内新聞の記者となる。酔って馬鹿騒ぎしたビッチや吉川を記事にしたせいで、義明と吉川についての噂が船内に広まることになった。
中野
船員。苦節20年のベテラン船員で中年男性。頬に黒い痣があるのが特徴。乗船後、上杉に相談をしていたところを義明たちに目撃されるが、実は男性器に真珠を埋め込む手術の依頼だった。若い彼女に見限られないためだったが、後にその相手というのがブルだとわかる。頬の痣もブルが殴ってつけたもの。魔の海域で船が嵐に遭った際、甲板作業中に転倒し重体に陥る。鉢屋が必死で船内に連れ帰ったものの、腹部大動脈瘤の破裂と診断される。義明のひらめきと航海士たちの慎重な操船により、船内での手術に成功して一命を取り留める。
筒井 順一（つつい じゅんいち）
船長。好々爺然としているが日和見主義者で「何もしま船長」と陰口される。トラブルが起きてもすべて部下任せで肝心なときにも酔いつぶれているなど全く頼りにはならない。

### ジョン・ボブキンス病院
アシュトン・ケネビィ
若手の外科医。米国留学中の命の同僚。マッチョな熱血漢。大統領に繋がる名門・ケネビィ家に生まれたため異常にプライドが高く負けず嫌い。MSAを東洋人の命に取られた上、賞を譲ると言われたことに屈辱に感じ敵視していた。しかし、命の方ではアシュトンの熱意や努力をキチンと理解し、手術中に起きた思わぬアクシデントをフォローする。
ロックモンド・ダンバー
若手の外科医。米国留学中の命の同僚で親友。キザなイケメン。

### 義明の関係者
田村 愛（たむら めご）
偏郷大学医学部の試験会場で突如心不全を起こし、心肺停止状態に陥りながらも義明の気管内挿管で一命を取り留める。義明達とともに入学はできたが、病気の後遺症からか病気がちで留年したため学年は1つ下。入学から4年後、伊達にラブレターを送り、恋仲へと発展する。
可憐な容姿ながら、一度生死をさまよった影響からか、性格は一見大人しいがなかなか豪気でピンチにも動じない。後に上杉に認められ義明達とともにナイロビへ短期留学へ向かう。義明や釈と付き合い始めてからは、恋人である伊達にカマをかけるような発言をするなど伊達を尻に敷いており、伊達からは「義明化してきている」と思われている。
卒業後も偏郷大学に残るつもりでいる。
豊臣 寧々（とよとみ ねね）
偏郷大学の近所にある雀荘「カテナ荘」を経営するガラの悪い老婆。息子夫婦が娘を置いて出て行ってしまったために女手一つで孫娘の淀を育てていた。バイトとして採用した義明と伊達を居候させるようになる。理不尽な義明とは事あるごとに対立しているが相性は悪くないようで、ケンカするほど仲が良いといった様子。
豊臣 淀（とよとみ よど）
寧々の孫娘。初登場時12歳ながら天才的な雀士。バイト採用の条件として義明と対局し、たまたま義明が勝つ。父親に養育放棄され祖母に育てられていたが心を閉ざしていた。心の傷が原因で鉄欠乏による異食症に陥っていたが義明に救われ、家族同然に暮らす。大人しく素直だが、少ししたたかな面も。理不尽な義明に振り回されながらも、その屈折した優しさを理解する数少ない一人で、義明を「もはみん」、伊達を「伊達パパ」と呼んで慕う。
作中の時間経過に伴い美少女に成長していく。成長するにつれて義明に振り回される傾向が強くなり、傍白で義明にツッコミを入れる役となる。

### 義明の高校時代の関係者
寒河江 光（さがえ ひかる）
床須賀烙日高校時代の同級生。義明と伊達の友人だが舎弟扱いであるものの、2人には感謝しており、北条に脅されても、2人を裏切ることはなかった。自分では格好良くキメたつもりでも、伊達からはアホじゃないかと思われていることが多い。ただ、マメな性格のおかげで釈たちとの合コンで見事彼女を作る。実家は自動車の整備工場で跡継ぎになるため努力している。
佐竹 重堅（さたけ しげかた）
床須賀烙日高校時代の上級生。体格が良く腕っ節が強いが頭は弱い。義明と伊達を排除しようと目論むが、義明と妙に意気投合して仲間になる。拉致された寒河江を救うために北条たちのグループと戦う。その際に地黄のサバイバルナイフで親指を切り落とされるが、義明の措置と危の手術により回復した。高校卒業後は板前を目指す。
里見 実堯（さとみ さねたか）
床須賀烙日高校時代の上級生。チビで童顔で腕っ節も弱い。佐竹の腰巾着。佐竹の計略で伊達に近づくが、話すうちに意気投合してしまう。義明からは同性愛者を疑われている。高校卒業後は理容師の道に進んだ。
盧名 盛氏（あしな もりうじ）
床須賀烙日高校時代の上級生。眉なしスキンヘッドで頭にハートの入れ墨を入れている。粗暴で短気。脳内麻薬でトリップするなど異常。従兄弟の地黄でさえ「人として終わっている」と思っている。ただ、頭の回転は速く注意力に優れ意外に物知り。伊達の態度が気にくわないからと目をつけひき逃げ事故を起こし、警察に逮捕された。
復讐にはやる従兄弟の地黄に誘われ、偏郷医大に侵入し義明と釈を拉致。目を醒ました義明と争った際に腹部をナイフで刺すが、自分も心臓発作で倒れる。しかし、伊達の救命措置で助けられた。小学生時代の大事な親友を病気で亡くしたせいで自暴自棄になり、自ら破滅するようなことばかりしていたが、義明の一言で心を救われる。
北条 地黄（ほうじょう じき）
多摩縄高校を仕切るチンピラ。父親は暴力団の幹部で金回りが良い。盧名とは従兄弟。黄色を好み全身黄色ずくめなのが特徴。盧名の逆恨みから寒河江を監禁、義明と伊達へ復讐を企てていたが返り討ちに遭う。その際に佐竹の親指をサバイバルナイフで切り落としてしまう。その後、盧名と共に偏郷医大に復讐に現れ、義明たちを拉致するが目を醒ました義明に一撃でのされる。

### その他
佐野 徳亮（さの のりあき）
日本医学会会長にして時事医大病院のトップ。専門は内科。平の古くからの友人で平からも天才的内科医と評されている。眼力に優れ、あらゆる徴候を見逃さないが、その反面治療に見切りをつけるのも早い。年を取ってからも学ぶ姿勢を忘れず、肩書きをひけらかさない人格者。学生たちに混じってお忍びで命の手術を見学していた。
娘めぐみが平聖中央病院で小児内科部長しており、めぐみが奠とともに命を貶める暗躍した際は、己の不甲斐なさを悟れと叱責した。
エミリオ・ンゲンギ
ケニア大統領。サファリパークで一人息子が心不全で苦しんでいたところをたまたま通りかかった義明たちに救われる。上杉から満足な設備の整わないケニアでの手術が不可能と宣告されるが、義明の「交差循環」というアイデアでフランスへ移送することが出来たことにより一人息子を失わずに済んだ。そのことに恩義を感じて義明たちに便宜を計らう。
対立する部族に家族を皆殺しにされた過去を持ち、病死した後妻との間に生まれた息子を自分の命や立場よりも大切にしている。
ミランダ
ケニア人の父親とアメリカ人の母親を持つハーフの美少女。父親は大統領の友人で比較的裕福な家庭に育つが、暴動で両親が虐殺される。父方の親類に引き取られてからは性的虐待を受け売春をさせられていたせいで人間不信になっていた。原因不明の病気を抱えて苦しんでいたが、治療に献身的な義明に恋をしてしまう。義明からはナイチンゲール症候群と言い切られているが釈を公然とライバル視している。病気の原因が脳内に結核種があるためと判ったものの治療法がなかったが、命でさえ思いつかなかった義明のひらめきにより命を救われる。その後大統領の養女となる。
後に義明に会うために義父の力で経歴を改竄し、看護師資格を取って来日、帝王大学付属病院の看護師になる。
マーク・ウォールバーグ
アラスカの病院の医師。ジョン・ボブキンス病院の元外科部長で、命の上司だった人物。アラスカにおいて義明達の評価を担当する。義明の実力は認めているが、その怠け癖も見抜いており、平聖中央病院は合わないと考えている。
第1部1巻でも数コマだけ登場している。
リズ
アメリカの若い女優。初主演作「氷の魔法天使ハーマイン」の撮影でアラスカに来ていた時、突然気を失って倒れる。女優ということで薬物や未成年飲酒を疑われたが、義明と図らずもヒントを与えた釈によって嚥下性失神と判明する。
診察中の義明の親身な態度に惚れ、積極的なアプローチをかけていく。義明に会うために撮影予定を早めてハワイに行く。

## 用語
無限の樹形図
「子供のいのちを救うことはたくさんの未来を救うこと」を意味する。

## 備考
- 2009年14号の表紙では、50周年企画として、創刊号当時の表紙を再現したレイアウトで、当時の目玉連載であった手塚治虫のスリル博士のイラストが載っていた位置に第1部の登場人物を手塚風の絵で描いた物が載った。

## 単行本
最上の命医
1. ISBN 978-4-09-121385-3 2008年4月18日発売
2. ISBN 978-4-09-121446-1 2008年7月18日発売
3. ISBN 978-4-09-121499-7 2008年10月17日発売
4. ISBN 978-4-09-121569-7 2009年1月16日発売
5. ISBN 978-4-09-122003-5 2009年4月17日発売
6. ISBN 978-4-09-121708-0 2009年7月17日発売
7. ISBN 978-4-09-121746-2 2009年9月17日発売
8. ISBN 978-4-09-122029-5 2009年12月18日発売
9. ISBN 978-4-09-122187-2 2010年3月18日発売
10. ISBN 978-4-09-122260-2 2010年4月16日発売
11. ISBN 978-4-09-122416-3 2010年6月18日発売

最上の明医〜ザ・キング・オブ・ニート〜
1. ISBN 978-4-09-122418-7 2010年7月16日発売
2. ISBN 978-4-09-122655-6 2010年10月18日発売
3. ISBN 978-4-09-122718-8 2010年12月17日発売
4. ISBN 978-4-09-122784-3 2011年2月18日発売
5. ISBN 978-4-09-122874-1 2011年5月18日発売
6. ISBN 978-4-09-123217-5 2011年8月23日発売
7. ISBN 978-4-09-123385-1 2011年11月18日発売
8. ISBN 978-4-09-123546-6 2012年2月17日発売
9. ISBN 978-4-09-123659-3 2012年5月18日発売
10. ISBN 978-4-09-123795-8 2012年8月17日発売
11. ISBN 978-4-09-123890-0 2012年10月18日発売
12. ISBN 978-4-09-124035-4 2012年12月18日発売
13. ISBN 978-4-09-124196-2 2013年3月18日発売
14. ISBN 978-4-09-124299-0 2013年6月18日発売
15. ISBN 978-4-09-124375-1 2013年8月16日発売
16. ISBN 978-4-09-124497-0 2013年11月18日発売
17. ISBN 978-4-09-124563-2 2014年2月18日発売
18. ISBN 978-4-09-124586-1 2014年4月18日発売
19. ISBN 978-4-09-124649-3 2014年6月18日発売

## テレビドラマ
2011年1月10日から3月14日からまで毎週月曜日22:00 - 22:54に、テレビ東京系で放送された。主演は斎藤工。制作に際して登場人物の性格、過去、勤務地、性別などの設定が一部変更されている。
斎藤は、2010年10月期に放送された『クロヒョウ 龍が如く新章』（TBS系）に続き2クール連続主演となった。
本項での「SP」はドラマスペシャルを表す。
2016年2月10日（水曜日）21:00 - 23:08に同じくテレビ東京系で、5年ぶりの新作となるドラマスペシャル『最上の命医2016』が放送された。
2017年8月23日（水曜日）21:00 - 23:08に同じくテレビ東京系で、約1年6ヶ月ぶりの新作となるドラマスペシャル『最上の命医2017』が放送された。
2019年10月2日（水曜日）21:00 - 23:09に同じくテレビ東京系で2年ぶりの新作となるドラマスペシャル『最上の命医2019』が放送された。2019年版は手術室を占拠するテロリストとの対決など、アクション要素を多く取り入れたストーリー展開となった。

### キャスト

#### 主人公（テレビドラマ）
西條命
演 - 斎藤工
経歴：平聖中央病院外科医局 小児外科医（連続ドラマ）
→ 慶良総合病院小児科 臨時職員（SP2016）
→ 星稜病院 小児外科医（SP2017）
→ 八田診療所 小児外科医（SP2019）
アメリカで医師免許を取りMSAを受賞した小児外科医。「無限の樹形図」の信念を持つ。両親は小学校1年のとき交通事故で死亡。
小児外科医局のない平聖中央病院に赴任する。折場佳克の手術を成功させ、廃止されていた小児外科医局を復活させる。
神道の紹介で受けた明林大学病院の消化器外科で、ステージIVの肝臓癌という検査結果を黙っていたが、小児外科医局のスタッフにばれてしまう。体調が悪い中、菅野千尋の手術を小児外科医局のスタッフと奠でやり遂げる。
アメリカで最先端治療を受けて5年ぶりに帰国する。

#### 富山誠道病院
瀬名マリア
演 - 比嘉愛未（連続ドラマ / SP2017）
経歴：平聖中央病院外科医局 研修医（第1話 - 第6話）
→ 富山誠道病院 小児外科医（第7話 - ）
平聖中央病院の研修医。命から人手不足で閉鎖危機にある富山の病院への転院を頼まれる。悩んだ末に転院を決め、命と危に見送られながら夜行バスで旅立つ。
命の肝臓癌のことを知り、平聖中央病院に駆けつける。

#### 平聖中央病院（テレビドラマ）

##### 外科医局 → 小児外科医局
桐生危
演 - 池内博之（連続ドラマ / SP2016）
平聖中央病院 心臓血管外科医。奠の弟。アメリカで医師免許を取得する。外科医局に所属していたが復活した小児外科医局に異動する。
小児外科部長に昇進する。
真中有紀
演 - 板谷由夏（連続ドラマ）
平聖中央病院 移植外科医。聖盛の孫。外科医局に所属していたが復活した小児外科医局に異動する。
坂本流馬
演 - 入江雅人（連続ドラマ）
平聖中央病院 呼吸器外科医。元小児外科副部長。復活した小児外科医局の部長に就任する。
不知火大輝
演 - 渡邉紘平（連続ドラマ）
平聖中央病院 消化器外科医。出世欲が強い。外科医局に所属していたが復活した小児外科医局に異動する。
山田翼
演 - 山根和馬（連続ドラマ）
平聖中央病院 研修医。瀬名の同期。実家は開業医。外科医局に所属していたが復活した小児外科医局に異動する。

##### 看護部
前田泉
演 - 北川弘美（連続ドラマ）
平聖中央病院 主任看護師。奠とは男と女の割り切った関係。のちに彼の子を身籠る。
沢木蘭
演 - 鈴木ちなみ（連続ドラマ）
平聖中央病院 病棟看護師。
看護師
演 - 福田敦子（連続ドラマ）
平聖中央病院 看護師。
中西
演 - 羽村純子（連続ドラマ）
平聖中央病院 看護師。

##### 他の医局
高島雅
演 - 紺野千春（連続ドラマ）
平聖中央病院 麻酔科医。
松中直治
演 - 阿南健治（第4話）
平聖中央病院 救命医。
伊藤弘樹
演 - 小林すすむ（第7話）
平聖中央病院 小児内科医。坂本一馬の主治医。
波賀純一
演 - 相島一之（第9話）
平聖中央病院 心臓血管外科医。危の元上司。

##### 幹部
野口英敏
演 - 斎藤洋介（連続ドラマ）
平聖中央病院 院長。お飾りの院長。神道護は大学の先輩で尊敬している。今度の異動で平聖第二病院へ行くことになる。
平聖盛
演 - 品川徹（連続ドラマ）（若き日：浅間伸一郎〈第8話〉）
平聖中央病院 理事長。身内に跡継ぎがいない。
桐生奠
演 - 陣内孝則（連続ドラマ）
平聖中央病院 副院長。麻酔科医。元外科医。

#### 病院関係者の家族
真中孝典
演 - 中原丈雄（第4話・第5話・第7話 - 第9話）（小学生：浮州凛太朗〈第8話〉）
有紀の父で聖盛の息子。教師。星ヶ谷総合病院に重度の拡張型心筋症で入院する。人工心臓を入れるため帝王大学付属病院に転院する。潰瘍性大腸炎で出血するが、手術で人工肛門をつくると心臓移植のリスクが高くなるため、命が平聖中央病院に転院させ腹腔鏡手術で対応し心臓手術へのみちをつなぐ。
坂本一馬
演 - 鈴木福（第7話・第8話）
坂本流馬の息子。平聖中央病院の入院患者。2年前に腸回転異常症の手術で小腸の大部分を切除する。

#### 神道医院
神道護
演 - 泉谷しげる
神道医院 院長。元大学病院の小児外科医。命の恩人で親代わり。

#### ゲスト

##### 連続ドラマ（2011年）
第1話
- 折場小春（飛行機の乗客） - 藤田弓子
- 岡田翠（隼の母） - 杉山彩子
- 岡田純一（隼の父） - 武発史郎
- 岡田隼（肝臓移植手術が必要な患者） - 佐藤瑠生亮
- 宗像陽子（飛行機内で出産間近の妊婦） - 石原あつ美
- 客室乗務員 - 原田裕子

第2話
- 斉藤里美（俊の母） - 河合美智子
- 立花美幸（美香の母・玉突き事故の被害者） - 辻しのぶ
- 立花（美香の父） - 野仲イサオ
- 保育園の先生 - 伊藤亜沙美
- 斉藤俊（保育園の園児） - 馬渕誉
- 立花美香（玉突き事故の被害者） - 秋葉月花

第3話
- 佐和めぐみ（なすかの母でマネージャー） - 川上麻衣子
- 佐和なすか（ジュニアアイドル） - 高月彩良
- 真由美（ヘアメイク） - 松田沙紀
- カメラマン - 田中護

第4話 小児救命の長い夜
- 浜田千波（栖櫂の母・シングルマザー） - 岩佐真悠子
- 竹内丈（千波の内縁の夫） - 波岡一喜
- 小林昌弘（明林大学病院 消化器外科医） - 野元学二
- 中嶋哲也（魚屋の息子） - 渡邉奏人
- 浜田栖櫂（5歳） - 西村亮海

第5話
- 古里芳春（春日の父・タクシードライバー） - 螢雪次朗
- 古里春日（肝移植を必要としている患者） - 荒井萌
- 星ヶ谷総合病院 医師 - 加瀬尊朗

第6話
- 折場佳克（サッカーU-15日本代表ゴールキーパー） - 深澤嵐
- コーチ - 五十嵐大輔

第8話
- 望田国行（帝王大学付属病院 心臓血管外科医） - 新藤栄作
- 井上健二（帝王大学付属病院 消化器外科医） - いけだしん

第9話
- 新丸佳奈（15年前の桐生奠の患者） - 浅見れいな
- 新丸鈴（佳奈の長女） - 小西舞優
- 水原由梨江（桐生奠の元婚約者・15年前死亡） - 建みさと

最終話
- 菅野千恵理（千尋の母） - 芳本美代子
- 菅野尋道（千尋の父・去年 敗血症で死亡） - おかやまはじめ
- 菅野千尋（12歳の小児ガン患者） - 嘉数一星
- 灘麟太郎（8歳の1型糖尿病患者） - 小林海人

##### 最上の命医2016
慶良総合病院
- 織田玲子（小児科医・元外科医） - 斉藤由貴
- 三好政安（小児科医） - 上地雄輔
- 美咲しおり（研修医） - 南沢奈央
- 三好永逸（外科医長・政安の叔父） - 大河内浩
- 古賀晶（看護師） - 石堂夏央
- 石川保（内科医） - 寺井文孝
- 内田照行（外科医） - 尾崎右宗
- 北条の秘書 - 井俣太良
- 看護師 - 羽村純子
- 看護師 - 安亜希子
- 西條命の助手 - 西原康彰
- 北条千影（院長） - 船越英一郎

その他
- 武井剛司（織田玲子の恋人・建築士） - 飯田基祐
- 杉田恵理子（沙紀の母・契約社員） - 阿南敦子
- 渋沢涼（あかりの母） - 甲斐まり恵
- 八田宣夫（トラック運転手） - 大西武志
- 運転手 - 井上康
- 良子（バスの乗客） - 篠塚登紀子
- リポーター - 川合千里
- ケン（高速道路で事故に遭う） - 夏川勇斗
- 合田大（理一の同級生） - 山﨑光
- 松永理一（慶良総合病院 入院患者・小学5年生） - 木村聖哉
- 杉田沙紀（慶良総合病院 通院患者） - 足立雅
- 三好久輔（政安の甥・多嚢胞エキノコックスの患者） - 須田瑛斗
- 渋沢あかり（元天才子役・故人） - 横山芽生
- 西川恵 - 阿由葉さら紗

##### 最上の命医2017
星稜病院
- 千葉哲雄（小児外科医・手塚の第一助手） - 松尾諭
- 小山田治（新人小児外科医・手塚の第二助手・ニックネーム「オジャマダ」） - 遠藤雄弥
- 海野千沙都（産婦人科医） - 仁科あい
- 藤子玲司（脳外科部長） - 並樹史朗
- 浦沢多茂津（院長） - 大和田伸也
- 脳外科医 - 生島勇輝
- 救急看護師 - 澤田千加
- 麻酔科医 - 石山和史
- 手術室器械出し看護師 - 夏秋成美
- 箸本（外科医局員） - 和知大祐
- 手塚義富（小児外科部長・元脳外科医・西條命のアメリカ時代の恩師） - 草刈正雄

その他
- 萩尾一路（王政女子学園 教頭・萌絵の母） - 大塚寧々
- 手塚里香（手塚の養女・6歳のとき脳腫瘍で手塚の手術を受け命は助かるが視覚障害者になる） - 志田未来（幼少期：志村美空）
- 萩尾萌絵（王政女子学園中等部 2年生・14歳の妊婦） - 桃果
- 清水（白布島の漁師） - 西沢仁太
- 井上義彦（萌絵の実父・一路の元夫・白布島の漁師） - 尚玄
- 井上世理子（井上の現妻） - 真木恵未
- 秋元学（テレビ局スタッフ） - 吉成浩一
- 「横浜オーシャンホテル」従業員 - 福崎峻介
- 一路の妹の夫 - 加瀬信行
- 一路の妹 - 宗清万里子
- 中村理子（「横浜オーシャンホテル」従業員） - 八代みなせ
- テレビ局スタッフ - 佐藤孝之
- 自転車で里香にぶつかった女性 - 真下有紀
- 「横浜オーシャンホテル」従業員 - 藤原智之
- 白布島のフェリー係員 - 大塚和彦
- 美衣の母親 - 綱島恵里香
- 美衣（星稜病院 入院患者） - 早坂ひらら
- 井上海斗（井上と世理子の息子） - 宇都宮太良
- 星稜病院 入院患者 - 阿久津慶人

##### 最上の命医2019
病院関係者
- 多岐川菜月（八田診療所 看護師） - 田中麗奈
- 関光一郎（東房総医療センター 医師・ICU担当） - 永井大
- 本多かおり（東房総医療センター 看護師） - 生田智子
- 出口義男（東房総医療センター 事務長） - 村杉蝉之介
- 今野充（東房総医療センター 医師） - 山本浩司
- 有元幸雄（東房総医療センター 元医師・故人） - 岩崎う大
- 八田（八田診療所 院長） - 菅登未男
- 医師 - ノモガクジ、菊川浩二、堀田勝
- 手術室器械出し看護師 - 夏秋成美
- 看護師 - 竹田有美香、関口華恵
- 中込隆三（東房総医療センター 院長） - 村田雄浩

その他
- 村岡次郎（警察官） - 春海四方
- 中園柚（岬台小学校 児童） - 横溝菜帆
- 佐久間健太（佐久間と玲子の息子・小学生） - 高橋琉晟
- 足立公彦（立てこもり犯） - 落合モトキ
- 増田浩史（立てこもり犯） - ミスターちん
- 石垣純（立てこもり犯） - 朝井大智
- 佐久間玲子（佐久間の亡妻） - 八木さおり
- 沢木哲平（警察官） - 宮崎翔太
- 中園（スナック「蝶」ママ・柚の母） - 内田慈
- 香山（八田診療所の患者） - 菱沼つる子
- マダイを持ってきたおじさん - 芝本保美
- 岬台小学校 教師 - 石原あつ美
- 絵理（足立の妹・石垣の妻・故人） - 飛鳥方瞳
- ニュースキャスター - 川合千里
- レポーター - 山城屋理紗
- 不良 - 中山孟、高嶋宏一郎
- 増田知美（増田の娘・故人） - 福田桃子
- 佐久間耕作（脱獄犯・半年前に殺人で房総刑務所に入所） - 岸谷五朗

### スタッフ
- 脚本 - 中園健司、岩村匡子、香坂隆史
- 音楽 - 遠藤浩二
- 演出 - 麻生学、鈴木浩介、木村ひさし、八木一介
- オープニングテーマ - HI LOCKATION MARKETS「ライフラリズム」[73]（ワーナーミュージック・ジャパン）
- エンディングテーマ - レミオロメン「Your Song」[74]（ORS-LLP）
- 選曲 - 石井和之
- 技術協力 - フォーチュン
- 美術協力 - アックス
- 編集・MA - ブル
- 制作協力 - 東宝映画（ドラマスペシャル）
- 制作 - テレビ東京、東宝
- 製作 - 「最上の命医」製作委員会
- チーフプロデューサー - 岡部紳二（テレビ東京 / 連続ドラマ）、中川順平[注 6]（テレビ東京）
- プロデューサー - 浅野太（テレビ東京）、佐藤毅（東宝 / 連続ドラマ - SP2016）、仁平知世（東宝 / 連続ドラマ）、森清和夫（アバンズゲート / 連続ドラマ）、田辺勇人（テレビ東京 / SP2017）、小松幸敏（テレビ東京 / SP2019）、神戸明（東宝映画 / SP2016 - ）
- ドラマスペシャル
  - 医療監修-中谷宣章、中澤暁雄、山本昌督、松本慎一、林聡
  - 脚本医療監修-堀エリカ
  - 医療指導-林恭弘、原田知幸
  - 看護指導-佐々木理恵

### 放送日程

#### 連続ドラマ
| 各話                                                          | 放送日        | サブタイトル                          | 脚本     | 演出       |
| ------------------------------------------------------------- | ------------- | ------------------------------------- | -------- | ---------- |
| 第1話                                                         | 2011年1月10日 | 子供を救う命のメス奇跡の小児外科医!   | 中園健司 | 麻生学     |
| 第2話                                                         | 2011年1月17日 | 確率1%緊急オペ                        | 中園健司 | 麻生学     |
| 第3話                                                         | 2011年1月24日 | 世界初! 傷をつけない奇跡のオペ        | 中園健司 | 木村ひさし |
| 第4話                                                         | 2011年1月31日 | 小児救命の長い夜                      | 岩村匡子 | 木村ひさし |
| 第5話                                                         | 2011年2月07日 | 難病少女と父との絆 絶体絶命オペ室の罠 | 岩村匡子 | 鈴木浩介   |
| 第6話                                                         | 2011年2月14日 | 消える14歳の命と夢 禁断の心臓オペ!    | 岩村匡子 | 鈴木浩介   |
| 第7話                                                         | 2011年2月21日 | オペ室の緊急決断! 息子に笑顔を        | 岩村匡子 | 八木一介   |
| 第8話                                                         | 2011年2月28日 | 地獄に堕ちる名医                      | 岩村匡子 | 木村ひさし |
| 第9話                                                         | 2011年3月07日 | 緊急事態! 命と小児オペに奇跡を        | 岩村匡子 | 鈴木浩介   |
| 最終話                                                        | 2011年3月14日 | 最後のオペ! 未来へつなぐ命            | 岩村匡子 | 麻生学     |
| 平均視聴率 4.0%（視聴率はビデオリサーチ調べ、関東地区・世帯） |               |                                       |          |            |

#### ドラマスペシャル
| 放送日        | タイトル/サブタイトル | 脚本     | 監督   |
| ------------- | --- | -------- | ------ |
| 2016年2月10日 | 最上の命医2016 生存確率1%に挑む“奇跡の小児外科医”禁じられたオペか…!? 医師免許の剥奪か…!? すべては小さな生命を未来へつなぐために | 岩村匡子 | 麻生学 |
| 2017年8月23日 | 最上の命医2017 奇跡の小児外科医再び！斎藤工×草刈正雄                                                                            | 岩村匡子 | 麻生学 |
| 2019年10月2日 | 最上の命医2019 斎藤工主演・シリーズ史上最難関オペ！                                                                             | 香坂隆史 | 麻生学 |

| テレビ東京系 月曜22時枠連続ドラマ                                               | テレビ東京系 月曜22時枠連続ドラマ      | テレビ東京系 月曜22時枠連続ドラマ    |
| 前番組                                                                          | 番組名                                 | 次番組                               |
| ------------------------------------------------------------------------------- | -------------------------------------- | ------------------------------------ |
| モリのアサガオ 新人刑務官と或る死刑囚「絆」の物語 （2010年10月18日 - 12月20日） | 最上の命医 （2011年1月10日 - 3月14日） | 鈴木先生 （2011年4月25日 - 6月27日） |